# Junichi Inamoto
Junichi Inamoto (n. 18 septembrie 1979) este un fotbalist japonez.

## Statistici
| Japonia | Japonia | Japonia |
| An      | Meciuri | Goluri  |
| ------- | ------- | ------- |
| 2000    | 14      | 0       |
| 2001    | 11      | 1       |
| 2002    | 10      | 2       |
| 2003    | 10      | 1       |
| 2004    | 6       | 0       |
| 2005    | 10      | 0       |
| 2006    | 4       | 0       |
| 2007    | 3       | 0       |
| 2008    | 2       | 0       |
| 2009    | 4       | 1       |
| 2010    | 8       | 0       |
| Total   | 82      | 5       |